# Швидка мода
Швидка мода (від англ. fast fashion, буквально «швидка мода») — це бізнес-модель в індустрії одягу, що розробляє колекції швидко та відповідно до тенденцій і виробляє та продає за низькими цінами. Термін використовується з 1990-х років і означає різні аспекти індустрії моди, що прискорюються. Швидку моду критикують з екологічних, соціальних та економічних поглядів.
Швидка мода поширилася наприкінці XX століття, коли виробництво одягу стало дешевшим — завдяки ефективнішим ланцюгам постачання, новим методам швидкого виробництва та більшій залежності від дешевої робочої сили з Південної, Південно-Східної та Східної Азії, де жінки становлять 85—90 % робочої сили у швейній промисловості. Трудові практики у сфері швидкої моди часто є експлуататорськими, а через гендерну концентрацію швейної індустрії жінки є більш вразливими.

## Бізнес-модель

### Дизайн і маркетинг
Речі швидкої моди виходять на ринок за дуже короткий час, тому час між початковим дизайном і продажем дуже короткий. Згідно з дослідженнями 2017 року, компаніям традиційної моди це займає близько пів року, а от для компаній швидкої моди, таких як Zara або H&M в середньому знадобитись п'ять-шість тижнів. Магазини, такі як Asos або Boohoo, є виключно онлайн магазинами, іноді навіть швидше за інших вони пропонують ще більший вибір і іноді продають товари ще до того, як вони були виготовлені. У цьому контексті ми також говоримо про «дуже швидку моду» або ж «надшвидку моду». У всіх компаніях швидкої моди працюють великі відділи дизайну одягу, які постійно спостерігають і імітують модні покази та тенденції. При цьому вони регулярно порушують авторські права інших лейблів і дизайнерів. Вони створюють численні прототипи, які швидко випускаються, замовляються та постачаються невеликими тиражами/серіями. Після цього вдалі проєкти можна буде повторно замовити у більших кількостях. Таким чином, виробництво можна пристосувати до невизначеного попиту (швидке реагування). Пропозиція, що постійно змінюється, також має на меті привернути увагу та спонукати людей купувати частіше.
Швидка мода означає продукт або сегмент ринку у швейній промисловості, який розвивається з найвищою швидкістю (fast track) і, таким чином, забезпечує найвищий ступінь моди, тобто найшвидшу адаптацію до модних тенденцій. Його також обслуговують компанії, які переважно дотримуються інших стратегій. Так само компанії швидкої моди також працюють із сезонними колекціями та базовими речами, які завжди є в наявності (так звані товари NOS).
Оскільки одяг швидкої моди завжди відповідає актуальним тенденціям і продається за доступними цінами, він дуже популярний. Швидка мода також дозволяє людям не дотримуватися одного стилю, а мати багато різноманітних предметів одягу, які можна недорого замінити.

### Мережі поставок
Мережі поставок швидкої моди структуровані по-різному. Зазвичай компанії швидкої моди, як торгівельні підприємства, самостійно організовують свій закупівельний процес і наймають текстильні фабрики, які також виробляють для інших модних компаній. Найважливішими факторами при виборі постачальників є низька ціна, гнучке та швидке виробництво та відповідна якість. Компанії часто поєднують стратегії офшорного та ближнього ринків: хоча базові речі часто виробляються недорого в (переважно азійських) країнах з низьким рівнем оплати праці та транспортуються повільно, вони також погоджуються на вищу вартість товарів високого рівня моди, щоб якомога швидше вивести їх на ринок. Наприклад, вони виробляють товари ближче до ринків збуту або доставляють товари, вироблені в Азії, до Європи авіаперевезеннями. Компанії швидкої моди дуже вертикально інтегровані та мають власні філії та онлайн-магазини, тому вони не покладаються на роздрібну торгівлю.

## Історія та компанія
У 1960-х роках у Європі виросли роздрібні магазини модного одягу, які продавали переважно дешевий і модний одяг. Серед них були Topshop, H&M і Zara. Вони вийшли на американський ринок у 1990-х роках. Коли Zara відкрила свій перший магазин у Нью-Йорку, New York Times описала бізнес-модель компанії як «швидку моду». На рубежі тисячоліть швидка мода утвердилася на ринку одягу.
Найбільшими у світі компаніями швидкої моди за обсягом продажів у 2023 році були:
- Inditex: 35,95 млрд євро
- Shein: 29,44 млрд євро
- H&M: 20,78 млрд євро
- Fast Retailing: 17,37 млрд євро

Далі йшли Primark, Bestseller, Asos, LPP, Mango та Boohoo.

## Критика

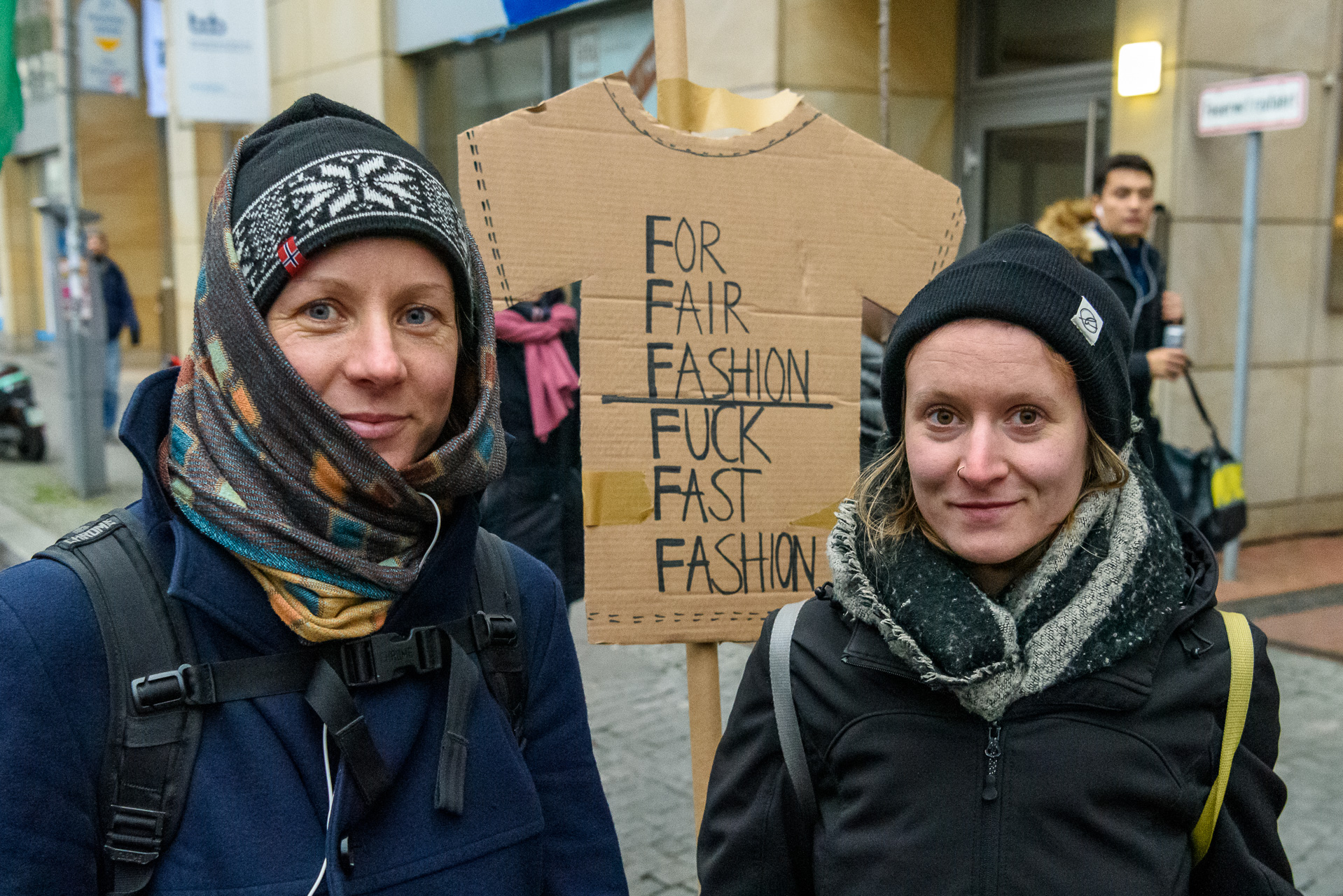
Учасники демонстрації Fridays For Future в Берліні у 2019 році тримають плакат із написом: «За справедливу моду, до біса швидку моду»

Термін «швидка мода» має на увазі не лише скорочені терміни поставки, а й низьку якість та, відповідно, короткий термін служби зазвичай дешевих виробів одягу.
Згідно з даними Greenpeace, швидка мода спричиняє збільшення споживання ресурсів, складні умови праці та підвищене забруднення навколишнього середовища через виробництво в країнах з низькими зарплатами.
Окрім перенесення виробництва в країни з низькими зарплатами, використання поліестеру як дешевої синтетичної хімічної волокнистої сировини також суттєво сприяло різкому зниженню витрат на виробництво одягу. Для 2018 року було спрогнозовано, що частка волокон у німецькій текстильній промисловості становитиме 71 % хімічних волокон та 29 % натуральних волокон.
Отже, надмірне виробництво текстилю, його вплив на навколишнє середовище та соціально відповідальні аспекти в контексті текстильного ланцюга постачання слід розглядати як критику швидкої моди.
Підсумовуючи, ці аспекти можна розділити на такі області:

### Екологічні фактори
Численні дослідження попереджають про наслідки «швидкої моди». Згідно з дослідженням британського фонду Еллен Макартур, вся текстильна промисловість відповідає за значну частину викидів CO2. За даними Грінпіс, виробництво одягу наразі спричиняє більше викидів CO2, ніж морський транспорт та глобальна авіація разом узяті.
Крім того, за даними Німецького союзу охорони довкілля та природи, глобальний вміст мікропластика в морях у розмірі 35 % є пов'язаним зі швидкою модою. Причиною цього є використання поліестеру як дешевої волокнистої сировини при виробництві текстилю. Під час прання мікропластик відокремлюється і потрапляє через побутові та промислові стоки у водойми.
Віскозне волокно, «улюблену тканину виробників швидкої моди», отримують з деревини — за допомогою токсичного сірковуглецю. Медик з охорони праці Пол Бланк з Каліфорнійського університету в Сан-Франциско класифікує маркетинг віскози як екологічно чисту альтернативу як «зелене вимивання».
Але також традиційне вирощування натуральних волокон викликає значне навантаження на навколишнє середовище. Наприклад, вирощування звичайної бавовни вимагає значного використання інсектицидів та пестицидів.

### Соціально критичні фактори

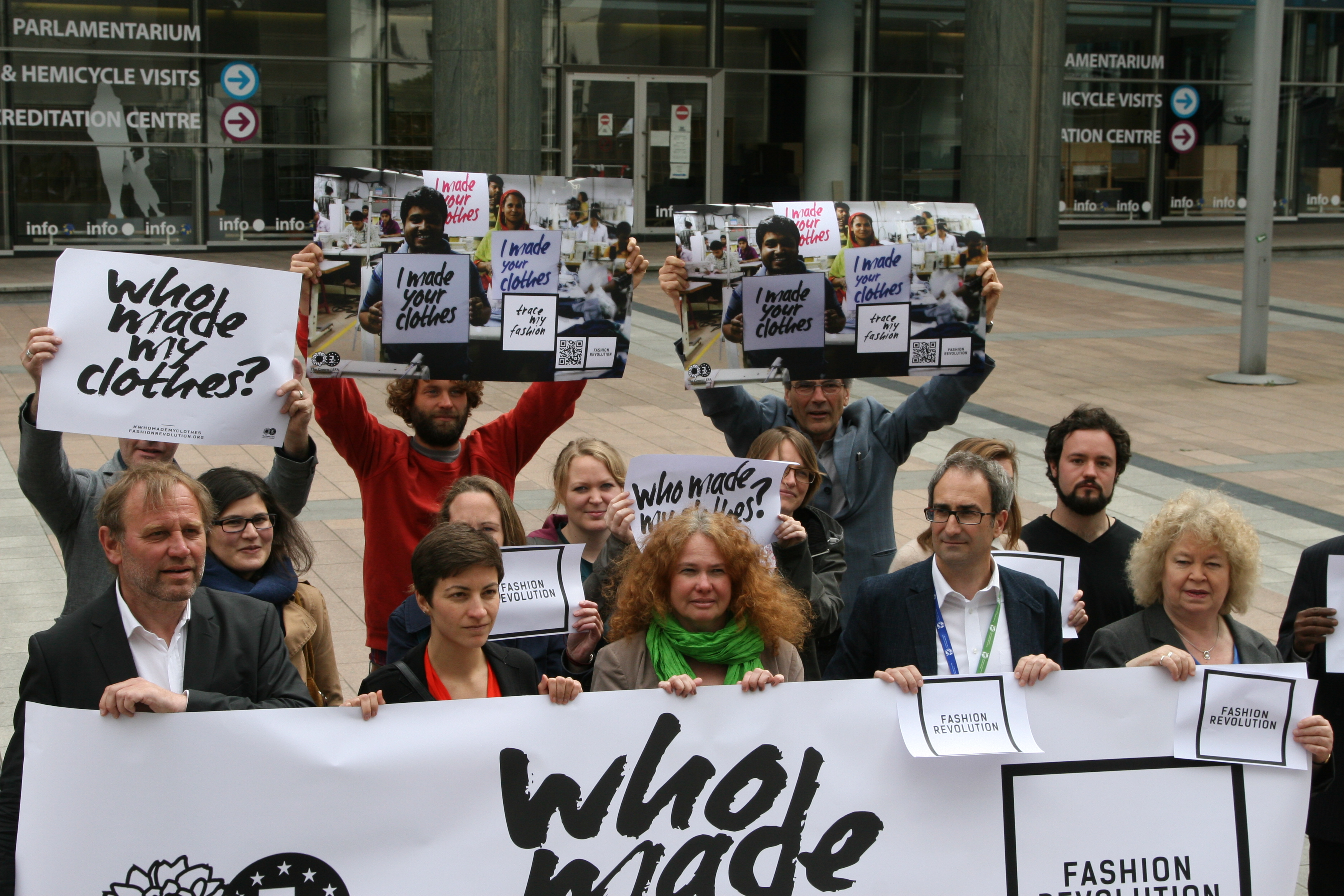
З питанням «Хто зробив мій одяг?» Всесвітня кампанія «Революція моди» закликає перевірити умови праці в секторі одягу

З обваленням Rana Plaza у 2013 році були виявлені порушення в текстильному ланцюзі постачання великих компаній швидкої моди. Попри численні зобов'язання з боку держави та бізнесу, і сьогодні в країнах з низькими зарплатами все ще існують значні розбіжності між так званими прожитковими зарплатами та фактично сплаченими зарплатами.
Крім того, повсякденна робота робітників в Азії характеризується гнобленням і нерівним ставленням. Громадська організація «Кампанія за чистий одяг» критикує той факт, що пандемія коронавірусу використовується як привід для виключення профспілок з компаній.
Однак у рамках переходу текстильної промисловості в Європу знову з'являються експлуатаційні умови праці: також у зв'язку з пандемією умови праці на текстильних фабриках у Лестері, Англія, привернули увагу ЗМІ — згідно з у звіті «Labour behind the Label» працівники шили одяг для Boohoo, серед іншого, де їм платили значно нижче мінімальної заробітної плати та масово заражалися SARS-CoV-2 через відсутність гігієнічних заходів.

### Економічні фактори
Через постійне падіння цін на одяг люди в Німеччині в середньому витрачають на одяг дедалі меншу частку свого доходу — якщо в 1970 році вона становила 9,7 відсотка, то до 2012 року частка витрат на одяг впала до 4,6 відсотка. Згідно зі звітом за 2012 рік, кожен громадянин Німеччини купує в середньому 60 предметів одягу на рік зі значно меншим терміном служби. FairWertung, головна організація некомерційних колекціонерів вживаного одягу в Німеччині, вважає, що швидка мода зростає проблемою. Через низькі ціни та швидку зміну колекцій час носіння текстилю скорочується: у той час як у 2000 році одяг одягали близько 200 разів, у 2015 році — лише 163 рази. Відповідно, текстиль швидше виходить з ужитку. Однак через погану якість виготовлення все більше і більше предметів одягу непридатні для перепродажу в магазинах секонд-хенду. За даними FairWertung, 10 відсотків старого одягу з колекцій потрібно утилізувати за певну плату, тоді як ще 40 відсотків переробляють на ганчірки для промисловості, малярський фліс та ізоляційні матеріали. Через пандемію COVID-19 кількість пожертвуваного старого одягу настільки зросла, що в січні 2021 року головна організація закликала більше не жертвувати текстиль, якщо це можливо. «Обсяги на ринку такі великі, а якість настільки погана, що ціна на дні, і ми, збирачі, включно з неприбутковими організаціями, перебуваємо на межі рентабельності»,— цитували Томаса Альмана, генерального директора FairWertung, у ЗМІ. Світове надмірне постачання призвело до зниження цін на старий одяг на 75 відсотків.
У 1950 році американці витрачали близько 11 % свого доходу на одяг, а у 2019 році ця частка знизилася до 3,1 %. У 2021 році середній американець купував 68 предметів одягу на рік. Приблизно 85 % старого одягу викидається. У 1990 році британці витрачали близько 7,5 % свого доходу на одяг, а до 2021 року ця цифра знизилася до 5,6 %. У 2020 році середній мешканець Великобританії купував 56 предметів одягу на рік. У 2000 році австралійці витрачали приблизно 7 % свого доходу на одяг, а до 2020 року ця частка знизилася до 4 %. У 2021 році середній австралієць купував приблизно 27 нових предметів одягу на рік.